# Vườn quốc gia Hakusan
Vườn quốc gia Hakusan (白山国立公園 (Bạch Sơn quốc lập công viên) Hakusan Kokuritsu Kōen) là một vườn quốc gia ở vùng Chubu, Nhật Bản.